# Championnat d'Europe de solutions
Le premier championnat d'Europe de solutions ou de résolution de problèmes d'échecs a été organisé en 2005.
Le règlement est le même que celui du Championnat du monde de solutions.
Comme le niveau du championnat d'Europe est pratiquement le même que celui du championnat du monde, la commission permanente pour la composition échiquéenne de la FIDE a décidé lors du congrès mondial de 2006 qu'une des trois normes de grand maître international devait être obtenue soit lors du championnat du monde, soit lors du championnat d'Europe.

## Palmarès

### Par équipes
- 2005 -  Finlande
- 2006 -  Serbie
- 2007 -  Serbie
- 2008 -  Serbie
- 2009 -  Pologne
- 2010 -  Royaume-Uni
- 2011 -  Ukraine
- 2012 -  Serbie
- 2013 -  Pologne
- 2014 -  Pologne
- 2015 -  Pologne
- 2016 -  Serbie
- 2017 -  Pologne
- 2018 - annulé
- 2019 -  Russie[1]
- 2020 et 2021 - annulé
- 2022 -  Serbie[2]
- 2023 -  Pologne[3]
- 2024 -  Pologne[4]
- 2025 -  Pologne[5]

### Individuel
- 2005 - Pauli Perkonoja (Finlande)
- 2006 - Piotr Murdzia (Pologne)
- 2007 - Bojan Vučković (Serbie)
- 2008 - Piotr Murdzia (Pologne)
- 2009 - Piotr Murdzia (Pologne)
- 2010 - John Nunn (Royaume-Uni)
- 2011 - Piotr Murdzia (Pologne)
- 2012 - Piotr Murdzia (Pologne)
- 2013 - Piotr Murdzia (Pologne)
- 2014 - Piotr Murdzia (Pologne)
- 2015 - Gueorgui Ievseïev (Russie)
- 2016 - Piotr Murdzia (Pologne)
- 2017 - Piotr Murdzia (Pologne)
- 2018 - annulé
- 2019 - Danila Pavlov (Russie)[1]
- 2020 et 2021 - annulé
- 2022 - Danila Pavlov (Russie)[2]
- 2023 - Kacper Piorun (Pologne)[3]
- 2024 - Kacper Piorun (Pologne)[4]
- 2025 - Eddy Van Beers (Belgique)[5]